# Wilhelm Leist
Wilhelm Leist (* 2. Januar 1899 in Berlin; † 10. April 1945 in der JVA Berlin-Plötzensee) war ein deutscher Widerstandskämpfer und NS-Opfer.

## Leben

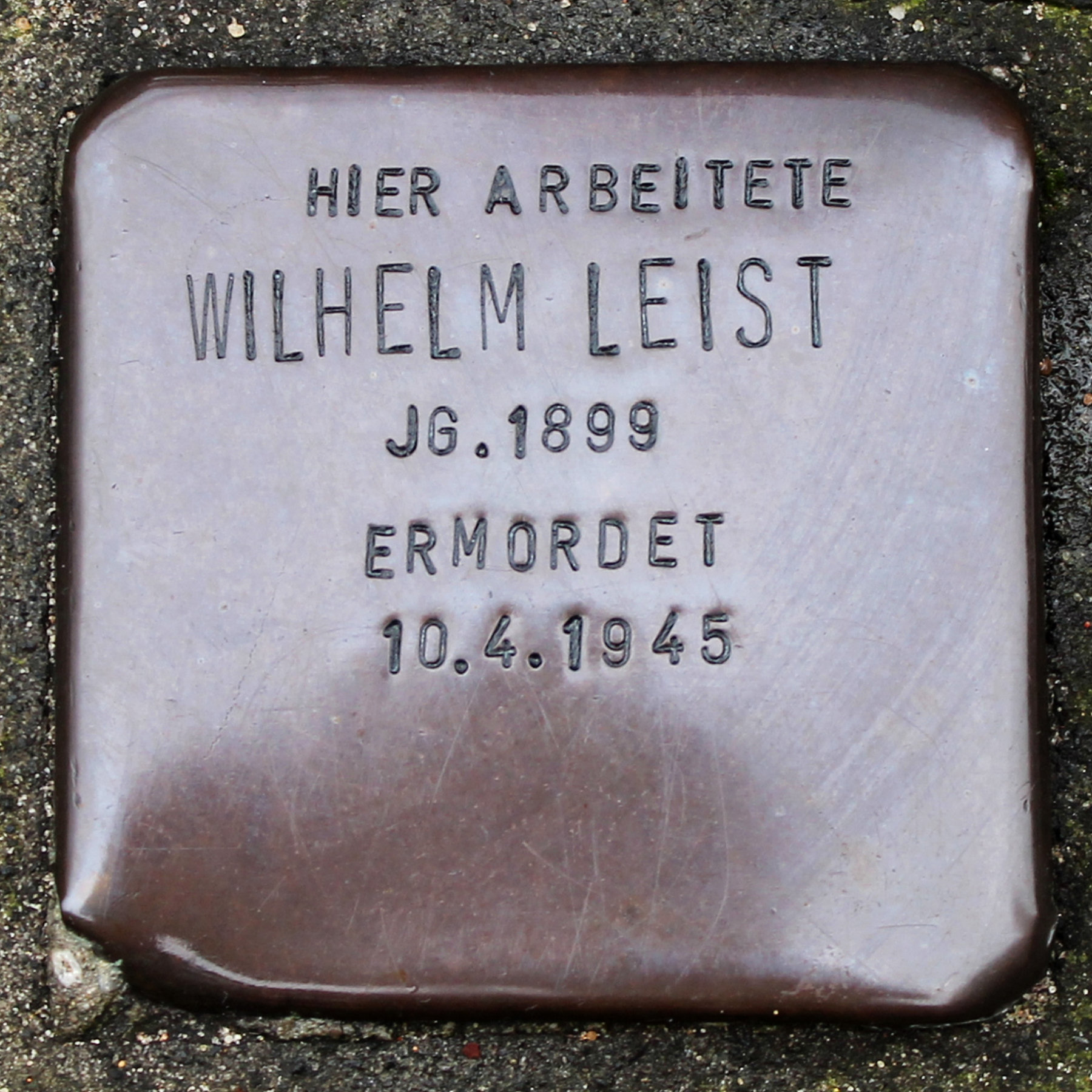
Stolperstein für Wilhelm Leist in der Huttenstraße 12 (Betriebsgelände der Siemens AG Gasturbinenwerk Berlin), Berlin-Moabit

Leist absolvierte eine Lehre als Schlosser und arbeitete anschließend als Geselle. Im Ersten Weltkrieg geriet er in Kriegsgefangenschaft, aus der er im September 1919 entlassen wurde. 1920 heiratete Leist Anna Rittig, mit der er drei Kinder hatte. 1927 trat er der KPD bei und war Mitglied des Deutschen Metallarbeiter-Verbandes. 1933 geriet Leist zeitweilig in „Schutzhaft“ und gründete nach seiner Haftentlassung eine betriebliche Widerstandsgruppe bei der AEG-Turbinenfabrik in der Huttenstraße, die der Saefkow-Jacob-Bästlein-Organisation angehörte. Die Organisation unterstützte Familien politisch Verfolgter, verbreitete Flugblätter und gab interne Nachrichten aus dem Ausland weiter. Im Herbst 1944 ermittelte die Gestapo mit Hilfe des Spitzels Ernst Rambow gegen die Gruppe. Leist wurde im November 1944 festgenommen und wahrscheinlich gefoltert, um Informationen über weitere Mitglieder zu erpressen.
Am 7. März 1945 wurde Leist in das Zellengefängnis Lehrter Straße eingeliefert, am 21. März 1945 vom Kammergericht Berlin zum Tode verurteilt und am 10. April 1945 im Gefängnis Plötzensee hingerichtet.

## Gedenken
Im April 2003 wurde von der Stadt Berlin ein Stolperstein vor dem Siemens AG Gasturbinenwerk Berlin in der Huttenstraße 12 in Berlin-Moabit angebracht.